# ヒコ・みづのジュエリーカレッジ
専門学校ヒコ・みづのジュエリーカレッジ（Hiko Mizuno College of Jewelry）は、東京都渋谷区神宮前にある私立専門学校（専修学校専門課程）。日本初のジュエリー教育にしぼった専修学校として認可を受ける。2008年大阪に姉妹校の専門学校ヒコ・みづのジュエリーカレッジ大阪を開校。

## 沿革
- 1966年 - ヒコ・みづの宝石デザイン学校設立
- 1979年 - 日本初のジュエリー教育に分野をしぼった専修学校としての認可を受ける
- 1983年 - 学校法人水野学園として認可される
- 1990年 - 「専門学校ヒコ・みづのジュエリーカレッジ」に校名変更
- 1995年 - “専門士”称号付与の認定を受ける
- 1997年 - （一社）日本時計輸入協会の認定を受け、ウォッチメーカーコースを開設
- 2004年 - シューメーカーコースを開設
- 2007年 - バッグメーカーコースを開設
- 2008年 - 「専門学校ヒコ・みづのジュエリーカレッジ大阪」開校
- 2009年 - “高度専門士”称号付与の対象コース「アドバンスドジュエリーコース（4年制）」を開設）
- 2016年 - 専門学校ヒコ・みづのジュエリーカレッジ大阪にウォッチコースを開設
- 2020年 - 専門学校ヒコ・みづのジュエリーカレッジ大阪に自転車メカニックコースを開設

## 設置学科

### 専門学校ヒコ・みづのジュエリーカレッジ
設置学科は以下のとおり

#### ジュエリーデザイン科
- ジュエリープロダクトコース（2年制）
- ジュエリークリエーターコース（3年制）
- アドバンスドジュエリーコース（4年制）
- ウォッチメーカーマスターコース（3年制）

#### クラフトデザイン科
- シュー＆バッグメーカーコース（3年制）

### 専門学校ヒコ・みづのジュエリーカレッジ大阪
設置学科は以下のとおり

#### ジュエリーデザイン科
- ジュエリープロダクトコース（2年制）
- ジュエリープロダクトコースⅡ（3年制・夜間）
- ウォッチメーカーコース（2年制）

#### ジュエリー研究科
- クリエイティブジュエリーコース（3年制）

#### スポーツ工学デザイン科
- 自転車メカニックコース（2年制）